# Барановский (Оренбургская область)
Барановский — упразднённый хутор в Октябрьском районе Оренбургской области. На момент упразднения входил в состав сельского поселения Нижнегумбетовский сельсовет. Исключен из учётных данных в 1997 году.

## География
Располагался на правом берегу реки Малая Куюргаза, на расстоянии, примерно, 1 километра к юго-востоку от села Кузьминовка.

## История
По данным на 1931 год хутор состоял из 27 хозяйств. В административном отношении входил в состав Кузьминовского сельсовета Каширинского района Средневолжского края.
По данным на 1939 год в составе Кузьминовского сельсовета Октябрьского района значатся два хутора Барановский 1 и Барановский 2. На хуторах действовал колхоза «Пламя». Позже отделение колхоза «Искра».
Постановление Законодательного Собрания Оренбургской области от 29 декабря 1997 г. хутор исключен из учётных данных.

## Население
По данным на 1930 год в деревне проживало 127 человек, основное население — русские.